# Rambla de Morales (Almería)
Rambla de Morales es una localidad y pedanía española del municipio de Almería (Andalucía) situado a 18 km del núcleo principal. En el año 2024 contaba con 9 habitantes (INE).

## Geografía
La localidad se encuentra a 18 km al este de la capital junto al cauce de la rambla homónima y dentro del parque natural del Cabo de Gata-Níjar.

## Economía
Se basa en la agricultura intensiva de cultivo en invernadero de hortalizas y vegetales.